# Baños de Providencia
Los baños de Providencia o vertientes de Providencia son manantiales termales ubicados en la Región del Biobío.

## Historia
Luis Risopatrón lo describe en su Diccionario Jeográfico de Chile de 1924:
Providencia (Vertientes de la). 37° 09' 73° 35' Son de agua clara, incolora, inodora, algo amarga, de gusto estíptico i revientan entre las rocas, a 5 m de altura, en la punta Lavapié. 63, p. 420; agua en 61, LIX, p. 42; i 85, p. 180; i termas Baños de Providencia en 68, p. 37.